# Liceo Guatemala
El Liceo Guatemala es una institución educativa privada católica, ubicada en la Ciudad de Guatemala y fundada por la orden religiosa Marista. Desde 1956 ha educado a millares de guatemaltecos utilizando una filosofía basada en la figura de la Virgen María y en la vida de San Marcelino Champagnat.
En sus primeras décadas, el Liceo Guatemala se mantuvo como una institución educativa extremadamente elitista y únicamente para varones. Esto cambió en la década de 1990, cuando se facilita el ingreso de personas de cualquier estrato social y etnia. En el año 1998, se permite el ingreso de niñas al plantel al ritmo de una promoción por año. Con este mecanismo, el colegio queda completamente mixto en el año 2009. El establecimiento posee pre-primaria, primaria, secundaria y diversificado únicamente en la modalidad de Bachillerato en Ciencias y Letras.
Para el año 2010, el uniforme escolar masculino consta de camisa escolar blanca (tipo polo, desde 2004) con el escudo y nombre del liceo en el lado izquierdo y a la altura del pecho, pantalón de color café quemado, cincho y zapatos negros y chaqueta color "beige" con el escudo bordado de la Congregación Marista y ribetes de color café quemado. El uniforme de femenino consta de una blusa blanca con el escudo del colegio cosido sobre la bolsa, falda de paletones con tirantes color (café en tonos)o pantalón café quemado y chaqueta beige igual al de los varones en secundaria.
El Liceo Guatemala, desde su fundación ha sido uno de los planteles educativos que más ha trascendido en el país, y uno de los más galardonados a nivel centroamericano, inundando todos los estamentos de la sociedad guatemalteca.

## Historia
El Liceo Guatemala comparte la historia del Colegio San José de los Infantes ya que surgió de este a mediados del siglo xx cuando los hermanos maristas estuvieron a cargo de ese plantel, y luego se separaron formando su propia entidad educativa.  El Colegio San José de los Infantes es el establecimiento educativo religioso más antiguo que ha perdurado en Guatemala; fue fundado en 1781 por el arzobispo de Guatemala Cayetano Francos y Monroy.  Originalmente estuvo ubicado a un costado de la Catedral Metropolitana en el Centro Histórico de la Ciudad de Guatemala, y es allí en donde los maristas estuvieron a cargo de la institución educativa cuando el clero secular guatemalteco solicitó su ayuda para administrarla.

### Colegio San José de los Infantes

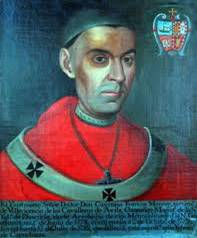
Arzobispo Cayetano Francos y Monroy. Llegó a Guatemala en 1779 e impulsó la educación del país. Es el fundador del Colegio San José de los Infantes.

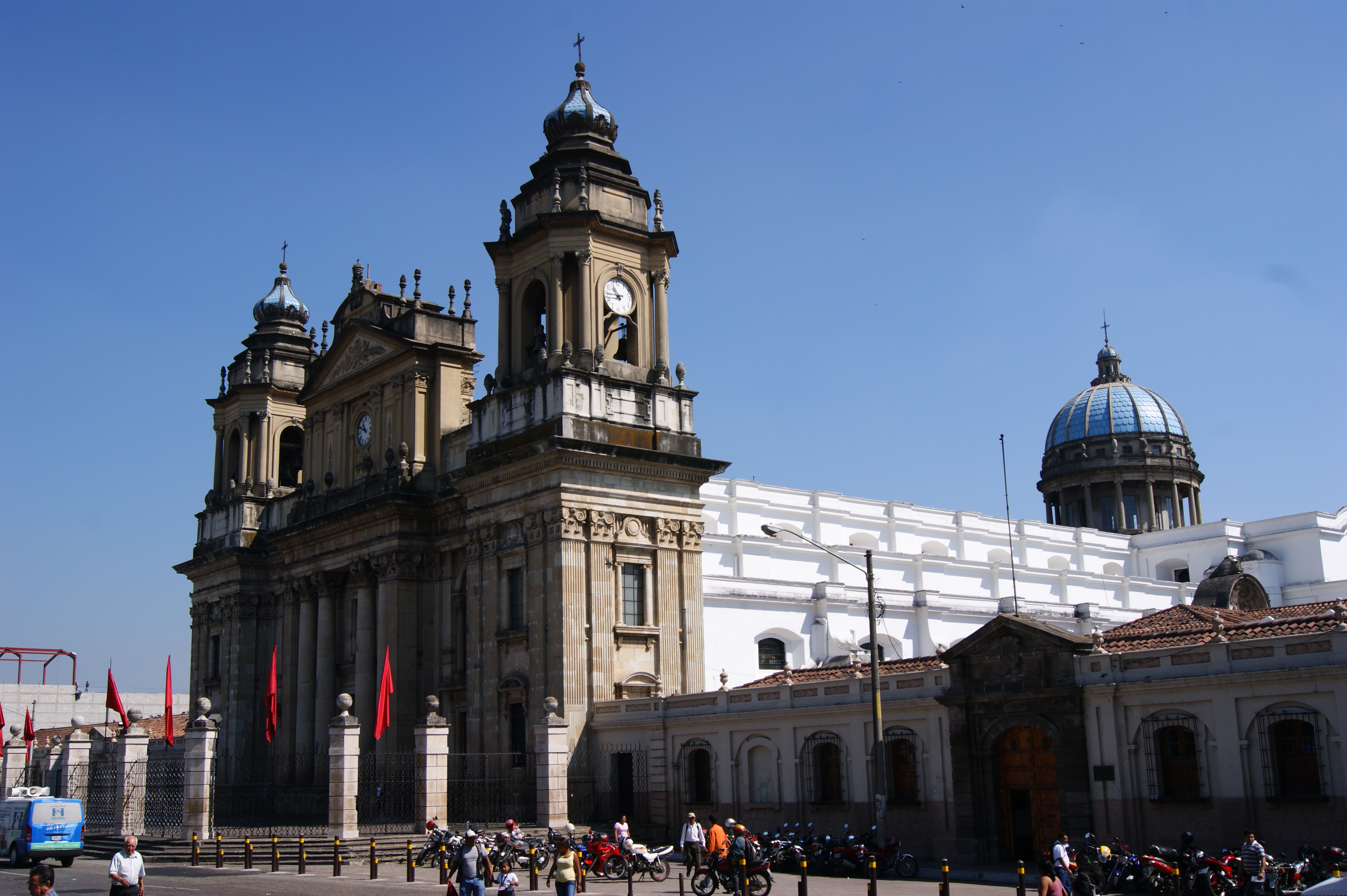
Vista de la Catedral Metropolitana y, a su derecha, las instalaciones originales del Colegio San José de los Infantes. Aquí se originó el Liceo Guatemala, cuando los maristas dirigieron el Colegio de Infantes de 1931 a 1954.

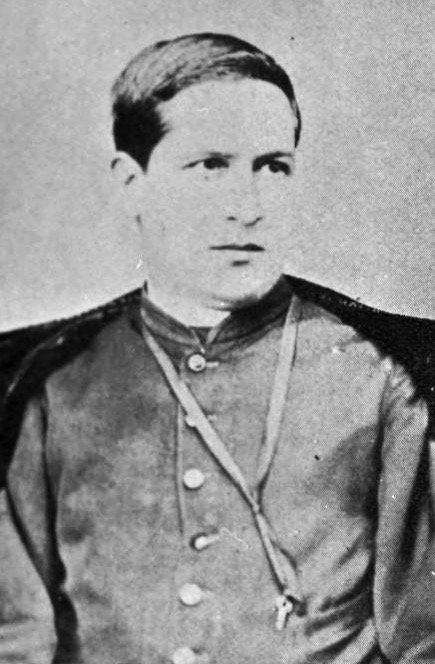
Sacerdote Ignacio Prado. Vicario general de la Arquidiócesis de Guatemala; reinició las actividades del colegio San José de los Infantes y fundó un nuevo seminario en 1897, luego de que se le permitió regresar a Guatemala junto con el arzobispo Ricardo Casanova y Estrada.

Cayetano Francos y Monroy llegó a Guatemala como arzobispo en sustitución de Pedro Cortés y Larraz en septiembre de 1779, con la misión de retomar el control del clero de la Capitanía General de Guatemala y sacar a Cortés y Larraz de la arquidióceses, a la que éste se había aferrado.  Francos y Monroy estaba muy involucrado con las corrientes liberales de los filósofos inglesis y de Jean-Jacques Rousseau que proporcionaron nuevos lineamientos en la pedagogía y la formación intelectual de las nuevas generaciones; así, fundó dos escuelas de primeras letras y un nuevo colegio que llamó «San José de los Infantes» además de contribuir económicamente para finalizar la construcción de otros establecimientos.
Tras la Independencia de Centroamérica y la guerra civil centroamericana que le siguió, el resto de las órdenes regulares de la Iglesia Católica fue expulsado en 1829 por el general liberal Francisco Morazán, quien también expulsó al arzobispo Ramón Casaus y Torres aunque permitió que se quedaran los curas del clero secular a los que éste dirigía sin el beneficio del diezmo obligatorio.
En 1840 fueron derrotados los liberales y el general Rafael Carrera, apoyado por los indígenas guatemaltecos y los pocos conservadores que apenas estaban retornando al país después de su expulsión, llegó al poder en el país.  En 1852, con el concordato celebrado con la Santa Sede, el gobierno de Carrera otorgó la educación guatemalteca al cuidado de la Iglesia Católica y el nivel académico del colegio de Infantes y del Colegio Tridentino, así como de nuevos colegios que abrieron las órdenes regulares que retornaron al país, mejoró considerablemente.  Ahora bien, la academia guatemalteca siguió los patrones eclesiásticos que se habían implementado durante los últimos años de la colonia española, quedando rezagada de los avances que los positivitas liberales enseñaban en el resto de Centroamérica.
Tras la Reforma Liberal en 1871, nuevamente fueron expulsadas las órdenes regulares y se eliminó el diezmo obligatorio, lo que dejó a la Iglesia Católica en una posición precaria una vez más.  Además, los bienes de las órdenes fueron confiscados y convertidos en instituciones públicas.  El concordato de 1852 fue derogado y, aunque se quiso establecer un nuevo Concordato con poderes disminuidos para la Iglesia Católica en 1884, la educación laica fue declarada la oficial en el país. La educación religiosa quedó así relegada y únicamente se enseñaba por los párrocos que quedaban y en el Colegio de Infantes. Pero la situación del colegio se agravó cuando a finales de la década de 1880, el presidente Manuel Lisandro Barillas Bercián expulsó al arzobispo Ricardo Casanova y Estrada y clausuró las actividades del colegio.
El gobierno del general José María Reina Barrios decretó una amnistía para los religiosos con motivo de la celebración de la Exposición Centroamericana y eso permitió que retornara el arzobispo Casanova y Estrada y que se reiniciaran las actividades católicas. Esto fue aprovechado por el sacertode Ignacio Prado, vicario general de la arquidiócesis, quien reinició las actividades del Colegio San José de los Infantes y fundó un nuevo Seminario Tridentino en 1897.

### Los Maristas en Guatemala
Tras el derrocamiento del licenciado Manuel Estrada Cabrera en 1920 luego de veintidós años de gobierno, la situación política del país se vio afectada por golpes de estado y muertes repentinas de los presidentes de turno.  En 1926, cuando gobernaba el general Lázaro Chacón, se iniciaron esfuerzos para reformar la educación en Guatemala y se otorgaron becas para los mejores estudiantes de la Escuela Normal para Varones a modo de preparar a los docentes guatemaltecos con especialidades en el extranjero.  Entre los beneficiados con estas becas estuvieron Luis Martínez Mont y Juan José Arévalo Bermejo quienes regresarían a Guatemala a hacerse cargo de la educación secundaria y del gobierno, respectivamente.  También hubo apertura para las órdenes regulares y se permitió el ingreso de algunas; en 1929 llegaron los salesianos a Guatemala, quienes se hicieron cargo del Colegio de Infantes por un tiempo, pero prefirieron atender obras propias como «La Santa Faz» -que luego se convertiría en el «Colegio Salesiano Don Bosco»- y la «Divina Providencia».  
Tras el derrame cerebral del general Chacón en diciembre de 1930 y los sucesivos golpes de estado que se produjeron en las semanas siguientes, el general Jorge Ubico Castañeda fue elegido presidente de Guatemala y tomó posesión en marzo de 1931.  El arzobispo Luis Durou y Sure gestionó ante el gobierno del general Ubico la llegada de los hermanos Maristas, quienes se constituyeron en congregación en Guatemala en diciembre de 1931 y se hicieron cargo de la administración del Colegio de Infantes. Los Maristas lograron ampliar la cobertura e imprimieron una nueva orientación al colegio, situación que llamó la atención de ciertos sectores ligados con la Curia Metropolitana, quienes resintieron el curso que tomaron los acontecimientos, sobre todo, a partir de la adquisición de un nuevo terreno para la ampliación del colegio. En la década de 1950, el arzobispo Mariano Rossell y Arellano, quien pareció resentir la ruptura de la tradición eclesiástica oficial que los Maristas imprimieron al Colegio de Infantes, a pesar de que los Maristas lograron mantener el nivel educativo de 1932 a 1952 e incrementaron la matrícula de alumnos de ciento cincuenta en 1932 a más de setecientos estudiantes en 1952.

### El Liceo Guatemala
Rossell y Arellano notificó a los Hermanos Maristas que en 1952 sería el último año en que las instalaciones de la zona cinco llevarían el nombre de Colegio de Infantes y a partir de 1955 esa nueva sección se independiz~ y se llamó «Liceo Guatemala», a pesar de que el nombre ya estaba en uso por el colegio salesiano en la ciudad de Quetzaltenango.
Tras el derrocamiento del coronel Jacobo Arbenz Guzmán en 1954 por el Movimiento de Liberación Nacional, la Iglesia Católica recuperó parte del poder que había tenido durante el gobierno conservador de Rafael Carrera en el siglo xix; así pues, la educación religiosa privada tuvo un auge a partir de 1955, con la fundación de varios colegios elitistas para varones los cuales absorbieron a los estudiantes de élite que anteriormente hubieran atendido clases en el Instituto Nacional Central para Varones o en la Escuela Normal para Varones.
El 7 de mayo de 1956, el Hermano Heliodoro Bravo sustituyó al Hermano Miguel Urbano en la dirección del Liceo Guatemala al año siguiente se llevó a cabo la primera reunión para organizar la Sociedad de Padres de Familia, eligiéndose la primera directiva. Como presidente fue elegido el doctor Alberto Destarac.
El 1 de mayo de 1963, el Hermano Julio Villasur fue nombrado director, en sustitución de Bravo, quien finalizó su período. Además, al poco tiempo también fue designado el Hermano Antonio García como director de Primaria (1964). La comunidad de Hermanos llegó a 30 integrantes. Al mes de que el Hermano Antonio García se convirtió en el director de Primaria, el arquitecto Jorge Pasarelli presentó los planos de Secundaria, construida en su actual ubicación. El 8 de septiembre de ese mismo año comenzaron la construcción; el 8 de mayo de 1967 se inauguró el moderno edificio de la secundaria, con la bendición a cargo del obispo Juan Gerardi y la presencia del nuevo arzobispo metropolitano Mario Casariego, con celebraciones presididas por el presidente de la República, licenciado Julio César Méndez Montenegro y otros dignatarios del país.
A principios de 1966 se separaron las dos comunidades de hermanos. En Secundaria fue designado como Director el Hermano Maximiliano. Primaria empezó a ser dirigida por el Hermano Antonio García. Todos los hermanos Maristas empezaron a vivir en su nuevo local.  El 20 de diciembre de 1968 el Hermano Antonio García fue relevado por el Hermano Luis Pérez Arrivillaga en la dirección de Primaria. Seis meses después se autorizó la perforación de un pozo de agua. Al año siguiente viajó a Europa el Hermano Luis Pérez, quien fue sustituido por el Hermano Luis Narganes en la dirección. El 21 de febrero de 1970 se inauguró la piscina semiolímpica, con un costo de Q. 15,000. En ese mismo año se dio la trágica muerte del Hermano Luis Pérez. Fue duelo general en la ciudad. Su sepelio fue muy concurrido. A los pocos días, el Hermano Miguel asumió, provisionalmente, la dirección de Primaria.[cita requerida]
El 24 de septiembre del mismo año llegó la visita el superior general de los Maristas, Basilio Rueda. El Hermano Heliodoro empezó a fungir como director de Primaria. Al año siguiente, el Hermano Juan Prieto tomó la dirección en lugar del Hermano Heliodoro.  El 23 de octubre falleció el Hermano Maximiliano y lo sustituyó el Hermano Ángel Carrodeguas. Al poco tiempo, el Hermano Teodosio tomó el cargo del Hermano Juan Prieto como director de Primaria y, finalmente, el Hermano Rubén Romo se hizo con la dirección de Secundaria en 1974.
El 4 de febrero de 1976 ocurrió el terremoto que sacudió a todo el territorio guatemalteco, dañando la infraestructura del plantel. Ese mismo año se dio la trágica muerte del alumno Castillo Fernández en un accidente.  En 1978 el Hermano Jorge fue nombrado Director de Primaria. Al año siguiente, el Hermano Hilario Martínez relevó al Hermano Romo. En 1981, el Hermano Florencio Trigueros se hizo cargo de la dirección de Primaria en lugar del Hermano Jorge Muñoz. En 1982 con motivo de la celebración de los 50 años de presencia y misión marista en Guatemala se erigió un monumento a Marcelino Champagnat, y después de otros actos conmemorativos el general Efraín Ríos Montt otorgó a la Congregación Marista la "Orden del Quetzal" en grado de Gran Cruz.
El 9 de junio de 2007, la Comunidad educativa Marista sufrió un hecho de violencia al morir asesinado el Hermano Enrique Alberto Olano Merino, de 29 años, después de las celebraciones de los 75 años de presencia Marista en Guatemala. El Hermano Olano era el encargado de la Pastoral Juvenil del plantel y el trágico incidente enlutó a todos los estudiantes y exalumnos.

## Ámbito deportivo
Desde su fundación, el deporte ha sido muy importante en el Liceo Guatemala, siendo esta una forma de estimular a los alumnos en general a ser personas saludables. Cabe mencionar también que en la rama deportiva siempre existió la eterna y más conocida rivalidad colegial en el país con el colegio de los jesuitas, el Liceo Javier.
A través de los años el Liceo Guatemala ha ganado numerosos títulos y campeonatos, siendo los más relevantes los siguientes:

### Balompié
- El colegio que más veces ha representado a Guatemala en los Juegos Centroamericanos y del Caribe con sus selecciones de fútbol, baloncesto, voleibol, natación y atletismo.
- En el año 2008 fue campeón en el torneo intercolegial más importante de Guatemala: Copa Coca-Cola. El liceo Guatemala ha participado en las 5 ediciones de la Copa Coca-Cola y ha participado en 4 finales de este torneo (2007, 2008, 2010, 2011, 2012).

### Baloncesto
- Entre 1966 a 1987, la selección de baloncesto del Liceo Guatemala fue prácticamente invencible, llegando a formar también el equipo en la liga mayor con el mismo nombre.
- En el 2008 el Liceo Guatemala consiguió ganar la copa "La Preparatoria" de baloncesto que se llevó a cabo en dicho colegio guatemalteco, con un resultado final de: Liceo Guatemala 38 - La Preparatoria 33.
- Campeón nacional en el 2012 en la moderna modalidad de 3*3 al imponerse con un marcador de 19-6 al colegio Don Bosco en la final de la última fecha del torneo, y terminando con un récord de 32 victorias y 2 derrotas.
- Se destaca el aporte del equipo de baloncesto "CODICADER 2012" ya que ha sido el equipo de baloncesto que más títulos ha ganado en un año desde el año 1996.

### Voleibol
- En total, el Liceo Guatemala posee 17 campeonatos guatemaltecos en voleibol, 3 subcampeonatos y 3 terceros lugares desde el año 1980.
- En el 2006 logró obtener el título más alto de voleibol en su historia con la Medalla de Bronce CODICADER Centroamericano en Panamá.
- En 2012 fue finalista metropolitano en voleibol en la clasificación de CODICADER 2013, Juegos Centroamericanos 2013 y Juegos Panamericanos 2014, contribuyendo con más de 6 jugadores en los procesos de selecciones nacionales.
- En el año 2018 ganaron el segundo lugar en el torneo juventud del colegio don bosco

### En general
- De 1990 a 2007 consiguió 16 títulos nacionales en Baloncesto, 10 en Fútbol y 11 en voleibol.
- En el año de 1996 logró una hazaña nunca antes vista en Guatemala: campeón nacional en las 5 ramas (fútbol, baloncesto, voleibol, natación y atletismo) siendo subcampeones en atletismo a nivel centroamericano.
- 35 veces campeón del movimiento Salesiano "Juventud" de 1970 a 2004.
- 21 Campeonatos del torneo colegial metropolitano, 7 subcampeonatos y 4 terceros lugares en fútbol, 27 campeonatos en baloncesto y 5 subcampeonatos.
- En el 2003 consiguió ganar en el Torneo Metropolitano todas las categorías aceptadas ese año: fútbol, baloncesto y voleibol.

## Banda de guerra
La Banda del Liceo Guatemala también con su propio Himno, el cual se creó en 1995:
"Liceo Guatemala
Con polvo de oro
tu banda se formó
Por eso, cuando tocamos
siempre lo hacemos recordando nuestro honor
orgullosos, siempre adelante
nuestro instrumento siempre sonará
Liceo Guatemala
con tu banda siempre triunfarás."
A través de los años, la Banda de guerra ha evolucionado en sus interpretaciones y es poseedora de un largo repertorio de marchas. Usualmente diversos comandantes e instructores han variado el nombre de varias de ellas para acoplarlas a las distintas generaciones. En el siglo xxi, la banda de guerra mantiene su presencia en diversos festivales de bandas organizados por diversas instituciones educativas y gubernamentales y ha logrado varias menciones honoríficas en distintos años. Los integrantes que desfilan cada 15 de septiembre mantienen el orden de las décadas pasadas, pero se eliminaron la compañía de pelotones y las escoltas.[cita requerida]

## Ámbito social y religioso
En la década de 1970 y principios de la de 1980, el Liceo Guatemala ayudó a muchos niños de escasos recursos, conjuntamente con los colegios Salesiano Don Bosco y Liceo Javier nuevamente en el año 2020, estos tres colegios por medio de sus Asociaciones de Exalumnos unen fuerza llevando alimento a los necesitados por causa del COVID19 bajo el eslogan "Varios colores unidos por una misión". Los estudiantes de los colegios iban a las regiones afectadas por la guerra civil que vivía el país a prestar esta ayuda; a raíz de esto, todos estos colegios enfrentaron problemas con los gobiernos de los generales Carlos Arana Osorio, Kjell Eugenio Laugerud García y Fernando Romeo Lucas García, ya que al ser instituciones católicas fueron acusados de impartir teorías marxistas en sus aulas. El hecho de que la mayoría de los alumnos egresados se matricularan en la Universidad de San Carlos de Guatemala agravaba la situación, ya que muchos de ellos entraban de lleno en actividades de izquierda.
El colegio también se ha caracterizado a lo largo de los años por su solidaridad con los más necesitados, colaborando ya sea con víveres, económicamente y causas nobles durante los desastres naturales en el país, o bien en eventos como la "Teletón".
Otras formas con las que el Liceo Guatemala ha colaborado es con apoyo económico de escuelas de escasos recursos, también de los maristas, como:
- Escuela Nocturna del Liceo Guatemala (fundada en 1970)
- Escuela Marista de la zona 6,
- Obra Marista de Chichicastenango con el Instituto Tecnológico K'iché
- Escuela H. Moisés Cisneros en la Colonia Juan Gerardi en San Pedro Ayampuc entre otros.

## Alumnos famosos

### Presidentes
- Álvaro Arzú
- Jorge Serrano Elías
- Álvaro Colom
- Alejandro Giammattei
- Bernardo Arévalo

### Ministros de Estados
- Richard Aitkenhead Castsillo Ministro de Finanzas Públicas durante los gobiernos de Álvaro Arzú Irigoyen y Jorge Serrano Elías.
- Jorge Briz, Ministro de Relaciones Exteriores durante el gobierno de Oscar Berger Perdomo.

### Sociólogos
- Gustavo Porras Castejón

### Embajador de Estados Unidos en Guatemala
- Luis Arreaga

### Raperos
- Ritmodelia